# Sunliner (Schiff)
Die Sunliner, Eigenschreibweise auch SUNliner, ist ein Fahrgastschiff auf der Donau und wird als Tagesausflugsschiff im Linienverkehr und für Themenfahrten eingesetzt. Das Schiff wird von der Donauschifffahrt Wurm & Noé GmbH & Co.KG betrieben.

## Geschichte
Das Schiff wurde im Jahr 2017 an der Schiffswerft Bolle in Derben an der Elbe in Sachsen-Anhalt gebaut. Es ist seit April 2017 auf der Donau im Einsatz. Entstanden ist es als sogenanntes AquaCabrio. Die Schiffswerft in Derben hat sich diese Bauform patentieren lassen. Im Dezember 2021 lag die Sunliner an der Bauwerft in Derben. Die Dieselmotoren werden entfernt und das Schiff wurde auf elektrischen Antrieb umgebaut.

## Das Schiff
Das Schiff hat eine Gesamtlänge von 44,97 Metern und eine Breite von 7,54 Metern. Die Fixpunkthöhe des Schiffes beträgt etwa 5,20 Meter. Angetrieben wird die Sunliner von zwei Sechszylinder-V-Motoren der Firma Deutz AG über je einen Schottel-Ruderpropeller. Zur Stromversorgung an Bord stehen Generatoren zur Verfügung, angetrieben von Dieselmotoren ebenfalls der Firma Deutz.
Als Cabrioschiff verfügt es über verschiebbare Dachelemente, die bei schönem Wetter nahezu komplett über dem Fahrgastraum geöffnet werden können. Das Vor- und Achterschiff hat feste Aufbauten. Der achtere überdachte Teil beinhaltet den Küchenbereich, die Sanitäranlagen und einen Tresen.

## Bilder

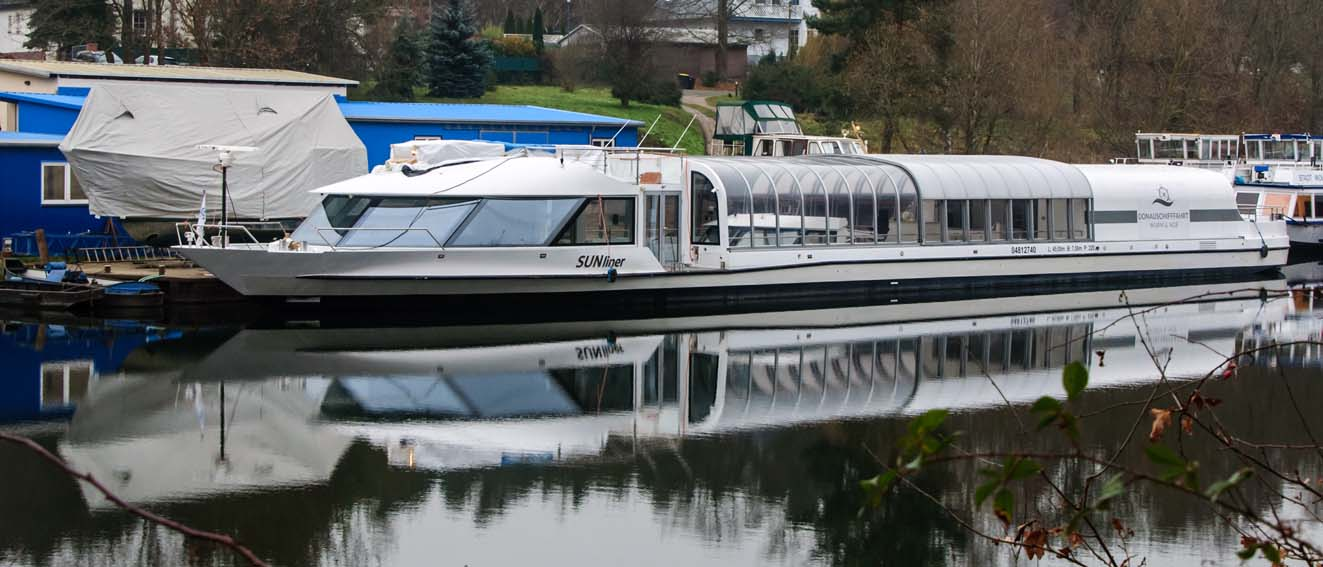
Werft Bolle Neuderben, Dezember 2021
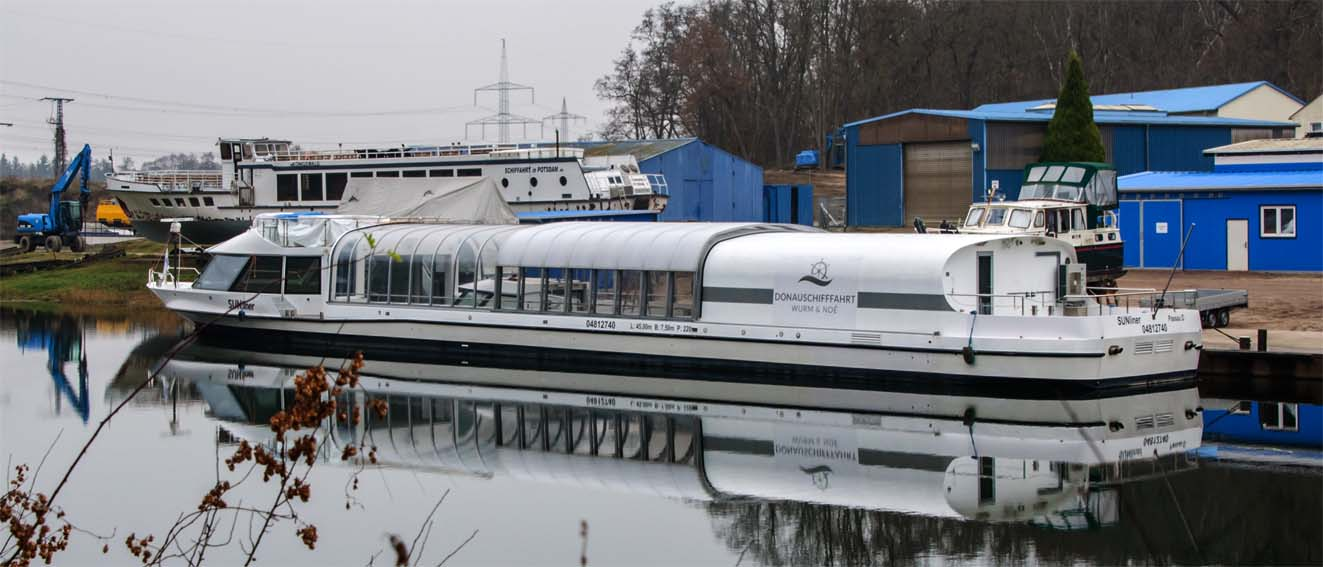
Werft Bolle Neuderben, Dezember 2021